# Холодный дом
«Холо́дный дом» (англ. Bleak House) — девятый роман Чарльза Диккенса (1853), который открывает период художественной зрелости писателя. В этой книге дан срез всех слоёв британского общества викторианской эпохи, от высшей аристократии до мира городских подворотен, и вскрыты тайные связи меж ними. Начала и концовки многих глав отмечены всплесками высокой карлейлевской риторики. Картина судебного делопроизводства в Канцлерском суде, исполненная Диккенсом в тональности кошмарного гротеска, вызвала восхищение таких авторов, как Ф. Кафка, А. Белый, В. В. Набоков. Последний посвятил разбору романа лекцию из цикла о величайших романах XIX века.

## Работа над книгой
Был начат автором в ноябре 1851, а закончен в августе 1853 года. Как и почти все другие романы писателя, «Холодный дом», прежде чем появиться отдельным изданием, выходил ежемесячными выпусками (20 выпусков с марта 1852 до сентября 1853 года). Отдельно вышел в том же 1853 году с иллюстрациями «Физа» (X. Н. Брауна). В 1854 г. в журнале «Отечественные записки» был опубликован первый русский перевод.
Название «Холодный дом» возникло у Диккенса не сразу, а в процессе работы над произведением, в связи с переменой первоначального замысла. Первоначальный замысел сосредоточивался на «Одиноком Томе» — лондонских трущобах, на условиях жизни, нравственном, духовном и физическом облике нищих и отщепенцев столицы. С переменой замысла сместился идейный и композиционный центр романа — им стал Канцлерский суд, верховный Суд Справедливости, в то время высшая, после палаты лордов, судебная инстанция в Англии.

## Сюжет
Детство Эстер Саммерсон (Esther Summerson) проводит в Виндзоре, в доме своей крестной, мисс Барбери (Barbary). Девочка чувствует себя одинокой и хочет узнать тайну своего происхождения. Однажды мисс Барбери не выдерживает и сурово говорит: «Твоя мать покрыла тебя позором, а ты навлекла позор на неё. Забудь о ней…» Через несколько лет крестная внезапно умирает и Эстер узнаёт от поверенного юриста Кенджа, представляющего некоего мистера Джона Джарндиса (John Jarndyce), что она — незаконный ребёнок; он заявляет в соответствии с законом: «Мисс Барбери была вашей единственной родственницей (разумеется — незаконной; по закону же у вас, должен заметить, нет никаких родственников)». После похорон Кендж, осведомленный о сиротливом её положении, предлагает ей учёбу в пансионате в Рединге, где она ни в чем не будет нуждаться и подготовится к «выполнению долга на общественном поприще». Девушка с благодарностью принимает предложение. Там протекает «шесть счастливейших лет её жизни».
По окончании учёбы Джон Джарндис (ставший её опекуном) определяет девушку в компаньонки к своей кузине Аде Клейр. Вместе с молодым родственником Ады Ричардом Карстоном они отправляются в поместье под названием «Холодный дом». Когда-то дом принадлежал двоюродному деду мистера Джарндиса — Тому Джарндису, который застрелился, не выдержав напряжения от судебной тяжбы за наследство «Джарндисы против Джарндисов». Волокита и злоупотребления чиновников привели к тому, что процесс длился уже несколько десятилетий, уже умерли первоначальные истцы, свидетели, адвокаты, также накопились десятки мешков с документами по делу. «Казалось, что дом пустил себе пулю в лоб, как и его отчаявшийся владелец». Но благодаря стараниям Джона Джарндиса дом выглядит лучше, а с появлением молодых людей оживает. Умной и рассудительной Эстер вручаются ключи от комнат и кладовок. Она хорошо справляется с хозяйственными делами — недаром Джон ласково называет её Хлопотуньей.

Их соседями оказываются баронет сэр Лестер Дедлок (напыщенный и глуповатый) и его жена Гонория Дедлок (прекрасная и надменно-холодная), которая моложе его на 20 лет. Светская хроника отмечает каждый её шаг, каждое событие в её жизни. Сэр Лестер чрезвычайно горд своим аристократическим родом и заботится лишь о чистоте своего честного имени. 

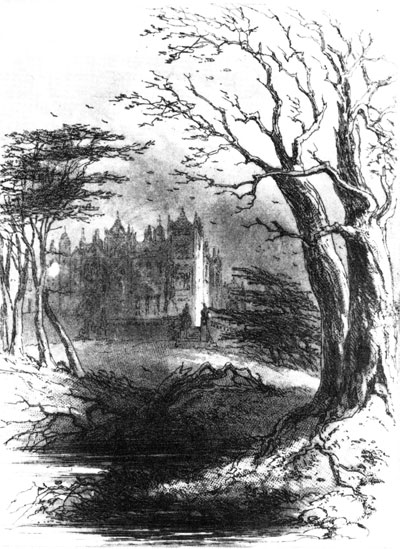
Холодный дом (иллюстрация X. Н. Брауна)

Молодой служащий конторы Кенджа Уильям Гаппи с первого взгляда влюбляется в Эстер. Будучи по делам фирмы в усадьбе Дедлоков, он поражается её сходству с леди Дедлок. Вскоре Гаппи приезжает в Холодный дом и признается Эстер в любви, но получает решительный отказ. Тогда он намекает на удивительное сходство Эстер и леди. «Удостойте меня вашей ручки, и чего только я не придумаю, чтобы защитить ваши интересы и составить ваше счастье! Чего только не разведаю насчет вас!» Он сдержал слово. В его руки попадают письма безвестного господина, скончавшегося от чрезмерной дозы опиума в грязной, убогой каморке и похороненного в общей могиле на кладбище для бедных. Из этих писем Гаппи узнает о связи капитана Хоудона (этого человека) и леди Дедлок, о рождении их дочери. Уильям незамедлительно делится своим открытием с леди Дедлок, чем приводит её в крайнее смятение.
Мистеру Талкингхорну простреливают сердце, и подозрение падает на леди Дедлок. Сэр Лестер, узнав о смерти своего адвоката, а также о признании и бегстве жены, переносит  инсульт, но ему удается сообщить, что он прощает свою жену и хочет, чтобы она вернулась. Инспектор Бакет  принимает поручение сэра Лестера найти леди Дедлок. Сначала он подозревает ee в убийстве, но может снять с нее подозрения, обнаружив вину Гортензии. Он просит Эстер помочь найти ее мать. Леди Дедлок не может узнать о прощении своего мужа или о том, что с нее сняты подозрения, и она бродит по стране в холодную погоду, прежде чем умереть на могиле своего бывшего любовника. Там ее находят Эстер и инспектор Бакет.
Обнаруживается более позднее завещание, которое отменяет все предыдущие завещания и оставляет большую часть состояния Ричарду и Аде. Джон Джарндис отменяет помолвку с Эстер, которая обручается с мистером Вудкортом. Дело "Джарндиса и Джарндиса" наконец окончено, потому что судебные издержки полностью поглотили поместье. Ричард теряет сознание, и мистер Вудкорт диагностирует у него последнюю стадию туберкулеза, он умирает. Джон Джарндис забирает Аду и ее ребенка, мальчика, которого она называет Ричардом. Эстер и мистер Вудкорт женятся и живут в доме в Йоркшире, который им дает Джарндис. Позже пара воспитывает двух дочерей.

## Характеристика

### Анализ
Действие разворачивается на фоне разбора в Канцлерском суде бесконечной судебной тяжбы «Джарндисы против Джарндисов», длящейся более 50 лет. Автор обличает английское правосудие. В предисловии и первой главе Диккенс вводит читателей в основную проблему романа. И в главе I он пишет «Это он, Канцлерский суд. Суд Справедливости, позволяет могуществу денег бессовестно попирать право», и:

И в самом непроглядном тумане и в самой глубокой грязи и трясине невозможно так заплутаться и так увязнуть, как ныне плутает и вязнет перед лицом земли и неба Верховный Канцлерский суд, этот зловреднейший из старых грешников

В романе Канцлерский суд — сатирически изображенная реальность английского судопроизводства и символ формализма, бюрократизма, бесправия, несправедливости. От него прямо или косвенно, в большей или меньшей мере зависит судьба почти всех персонажей романа (их более пятидесяти), представителей разных социальных слоев. Новый замысел не изменил ни реального, ни символического смысла «Одинокого Тома», а поставил его в связь и зависимость от системы социальных отношений. В целом, произведение пронизано верой автора в человека, в его способность противостоять гибельным силам.

### Повествовательная техника
«Холодный дом» изумил первых читателей вольным сочетанием изложения событий от первого и от третьего лица. Во многих главах всезнающий повествователь викторианских романов уступает место рассказчика невинной девочке Эстер, которая описывает события непосредственно и проникновенно, что создаёт мощный эффект остранения. Одновременно с Диккенсом с перебивкой повествовательных ракурсов экспериментировал и Теккерей (в романе 1852 года «История Генри Эсмонда»).

## Переводы на русский
На русском языке роман существует в шести переводах, три из которых — дореволюционные. Из переводов советского времени доступен только переработанный перевод Мелитины Ивановны Клягиной-Кондратьевой, который сегодня считается каноническим. 

## Экранизации
- Холодный дом[англ.], режиссёр Морис Элви, Великобритания, 1920 .
- Холодный дом, режиссёр Х.Б. Паркинсон, Великобритания, 1922 (второй выпуск в серии «Напряжённые моменты с великими авторами») .
- Холодный дом режиссёры Ли де Форест и ВWidgey R. Newman[англ.], США, 1926 .
- Холодный дом (сериал) Bleak House, драма, 15 серий, режиссёры Джастин Чадвик, Сюзанна Уайт, Великобритания, США, 2005